# Draagstoel

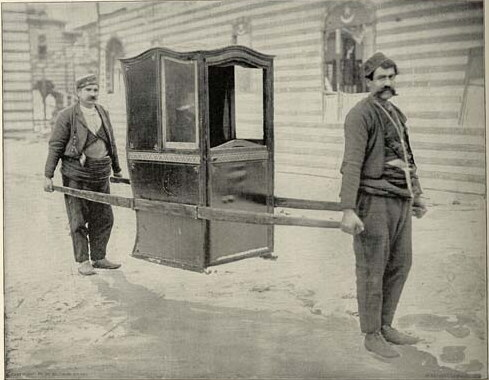
Een draagstoel anno 1893

Een draagstoel of draagkoets (palankijn, norimono) is een stoel die door twee, vier (of meer) mensen aan lange stokken gedragen wordt.
In vroeger eeuwen lieten edellieden en rijke mensen zich wel per draagstoel vervoeren. Vaak is de draagstoel overdekt zodat hij op een eenpersoonskoets lijkt. Het voordeel boven een koets is dat een draagstoel kleiner is en hierdoor ook geschikt is om binnenshuis te dragen, in de grotere ruimtes.
De draagstoel van de paus heeft een ceremoniële functie. In het verleden werd de paus bij processies met de sedia gestatoria op deze manier vervoerd, zodat iedereen de paus kon zien en omgekeerd.
Een variant, de lecticus, werd gedragen door slaven, de lectarii. Hij werd gebruikt om immobiele personen (bejaarden, ziekenhuispatiënten) te vervoeren bij calamiteiten. Hij kan dan als een variant van de brancard worden gezien.

## Afbeeldingen

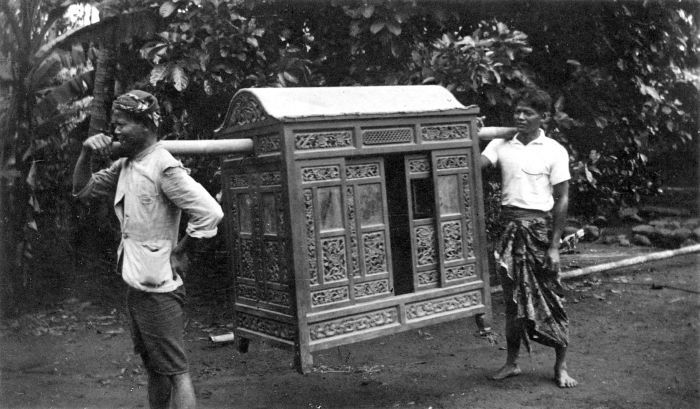
Plangki voor het vervoer van een bruid bij een Javaans huwelijk
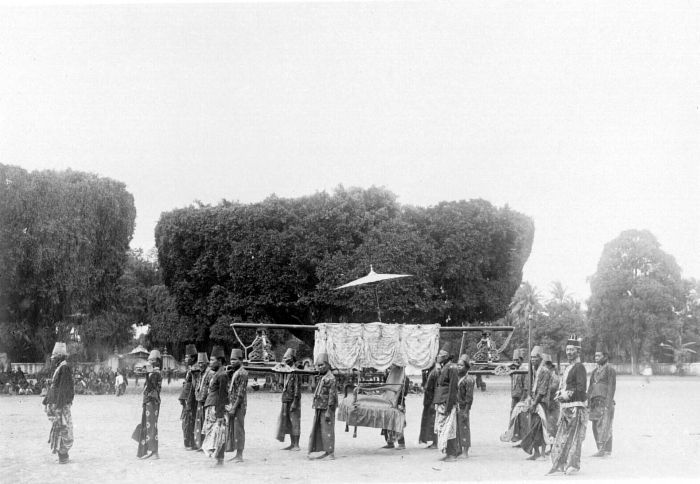
Onderdanen ondersteunen een draagkoets met baldakijn te Jogjakarta.
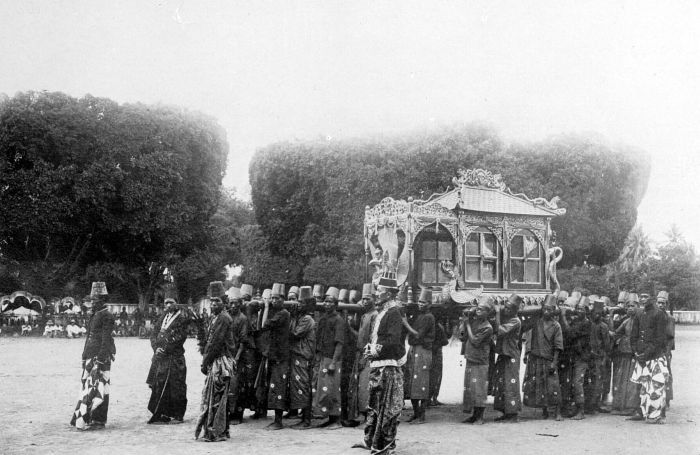
Een vorstelijke Javaanse bruiloftsstoet met draagkoets die alleen gebruikt wordt voor de bruid van de sultan te Yogyakarta
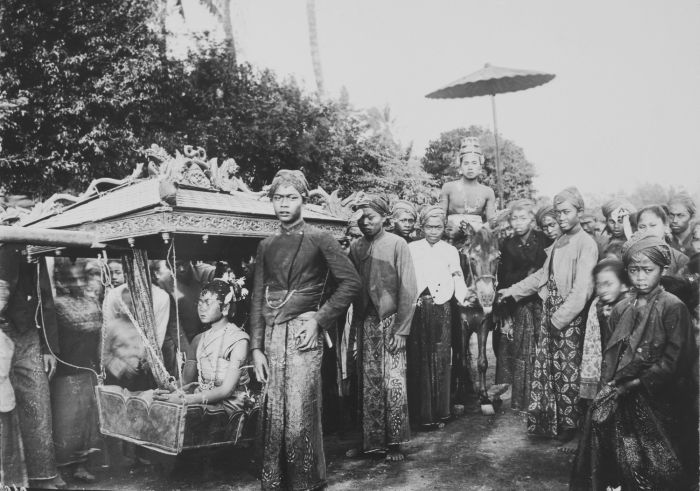
Bruiloftsstoet te Wedi met de bruid in een draagkoets en de bruidegom te paard
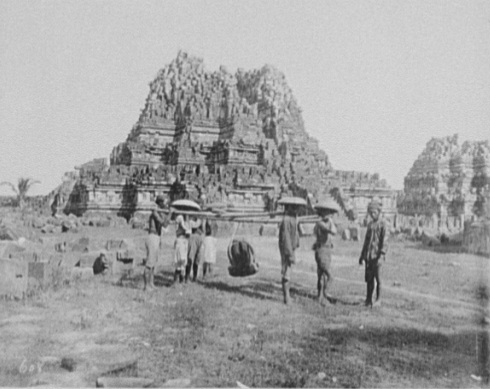
Draagstoel bij de Prambanan, 1895
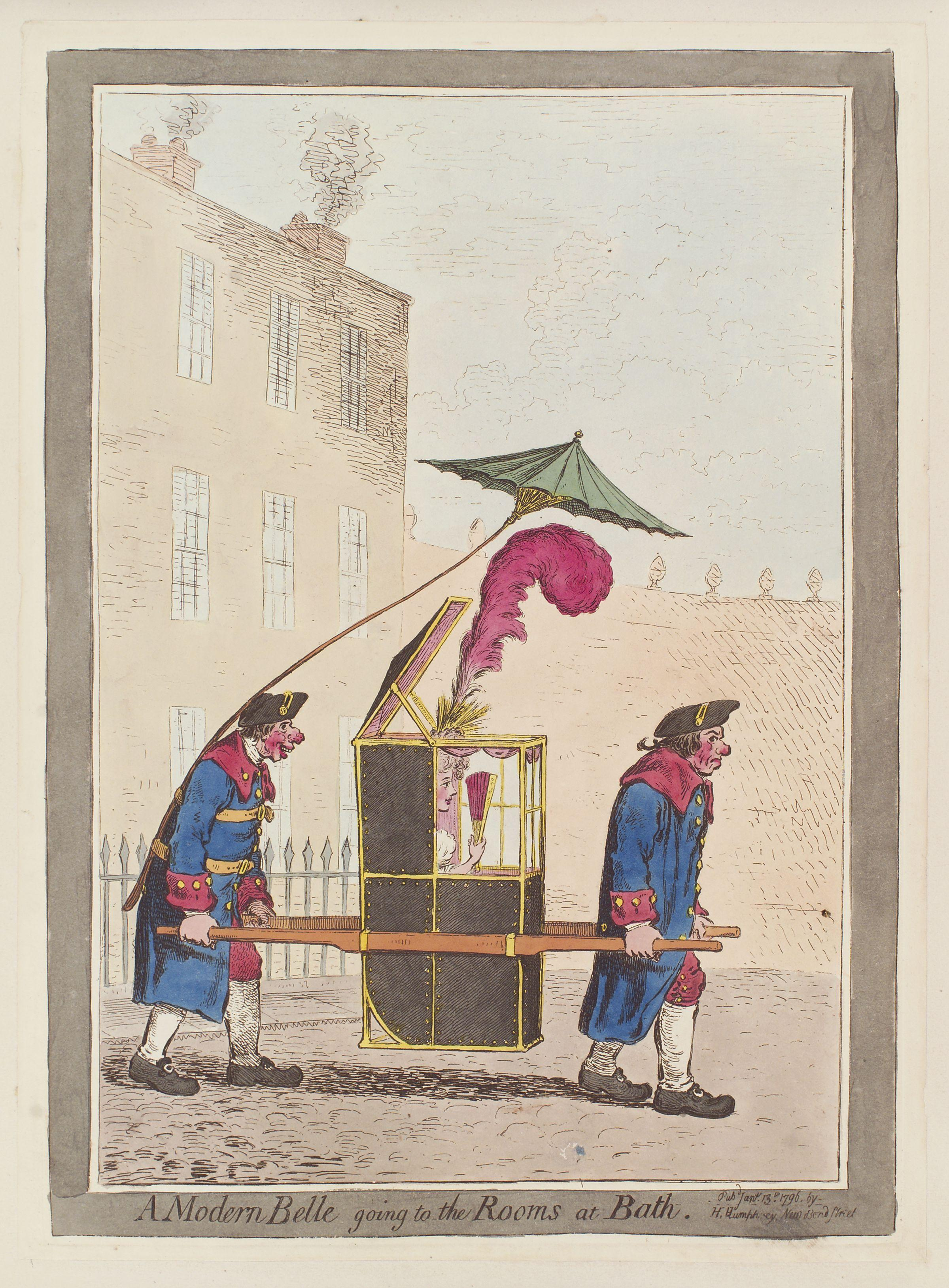
A modern belle going to the rooms at Bath, James Gillray, 1796
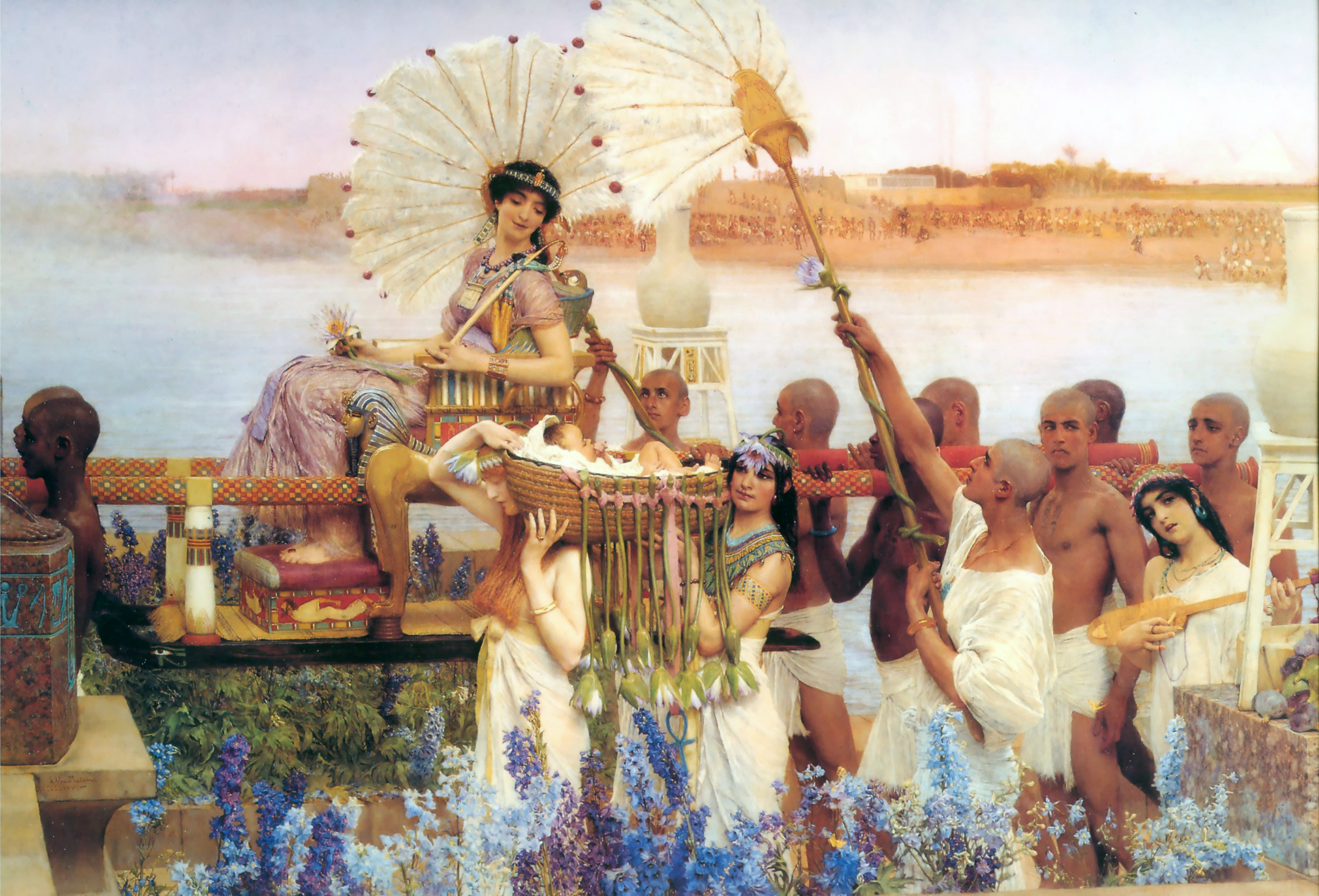
The Finding of Moses, Lawrence Alma-Tadema, 1904
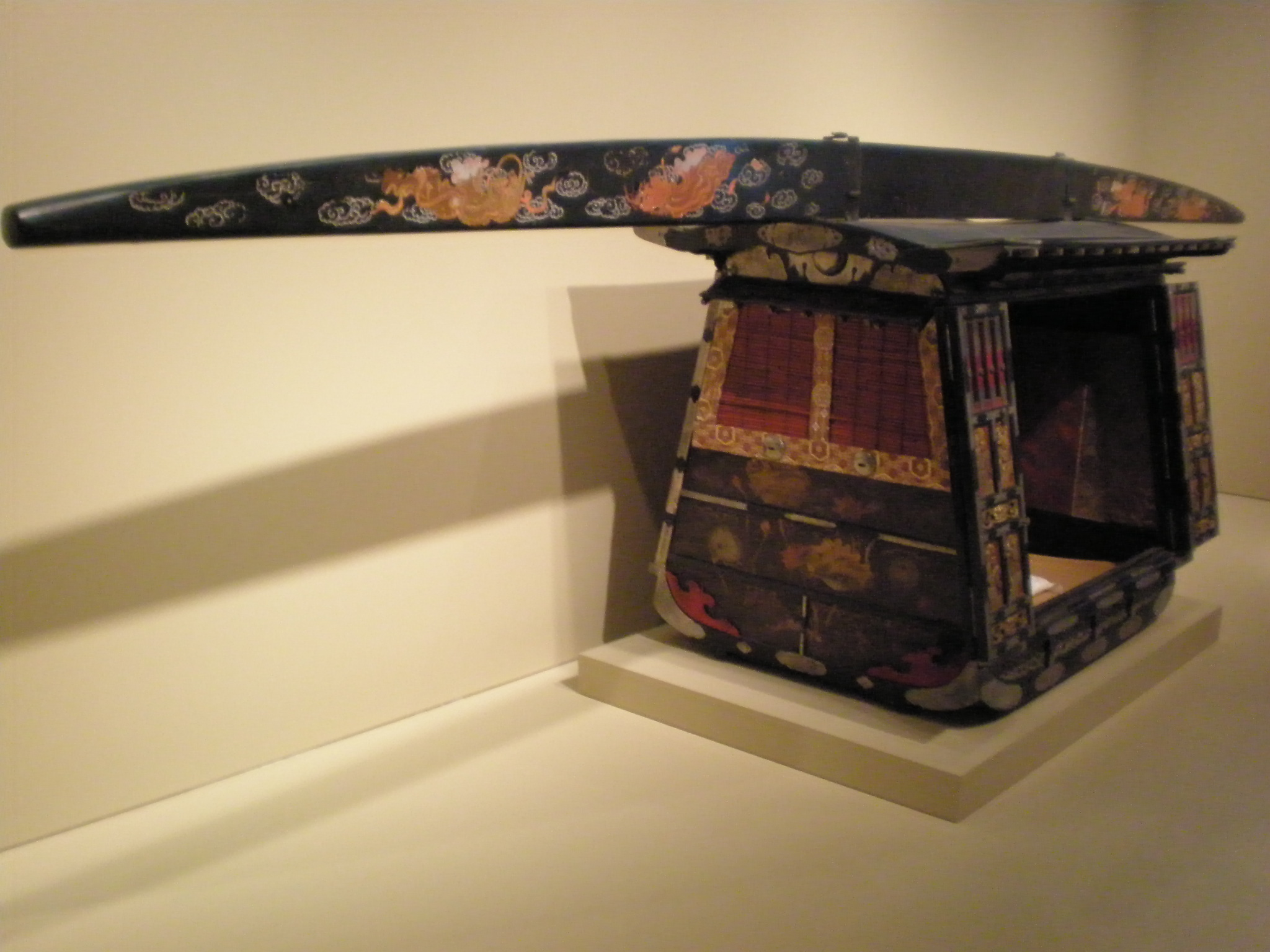
Japanse draagkoets, Asian Art Museum, San Francisco

## Trivia
- Een pronkstuk in kasteel de Haar is een draagkoets van de vrouw van een Shogun uit Japan. Hiervan bestaat er nog slechts één andere in een museum in Tokio. Vele Japanse toeristen komen naar De Haar om juist deze draagkoets te bezichtigen.[1]